# Chiesa di Santa Barbara (Narcao)
La chiesa di Santa Barbara è un edificio religioso situato nella frazione di Is Aios (comune di Narcao), centro abitato della Sardegna sud-occidentale. Consacrata al culto cattolico, fa parte della parrocchia di San Gioacchino, diocesi di Iglesias.